# Amt Prosselsheim
Das fürstbischöfliche Amt Prosselsheim war eine Verwaltungseinheit im mittelalterlichen und frühneuzeitlichen Hochstift Würzburg mit Sitz in Prosselsheim, später Rimpar. Es bestand seit dem Spätmittelalter, wobei wohl bereits Vorgängerinstitutionen existierten. Zwischen 1698 und 1701, sowie ab 1722 wurde das Amt mit dem von Rimpar zusammengelegt und seitdem Amt Rimpar-Prosselsheim (bzw. Amt Prosselsheim mit Rimpar) genannt. 1804 wurde es aufgelöst.

## Geschichte
Prosselsheim war seit der fränkischen Kolonisation im 7. und 8. Jahrhundert ein Zentralort mit einem Königshof, zu dem auch ein Gerichtssitz gehörte. Im Jahr 903 fielen der Ort und sein Umland an das Bistum Würzburg, das die Zentralität von Prosselsheim weiter stärkte. Allerdings dauerte es bis ins 14. Jahrhundert, bis erstmals ein Amtmann im Ort Erwähnung fand. Im Jahr 1318 tauchte der „ammechtmann“ von „Broyzelsheim“ in einer Urkunde auf. Er wurde mit besonderen Rechten ausgestattet, die darauf schließen lassen, das Prosselsheim damals bereits ein wichtigeres Amt war.
Im 14. Jahrhundert bildete sich auch das Zentgericht in Prosselsheim, das jahrhundertelang neben dem Amt existierte. Beide Beamte des Bischofs, Amtmann und Zentgraf, residierten in der fürstbischöflichen Burg im Ort, die als Lehen an die Männer vergeben wurde. Es gab zwei Gruppen von Amtmännern. Zum einen hatten häufig Adelige das Amt als Dienstlehen inne, zum anderen verpfändeten die Bischöfe das Amt häufiger und unterstrichen damit die besondere Verantwortung der Amtmänner für ihr Amt.
Der Amtmann von Prosselsheim wurde dafür eingesetzt, die Bewohner zu schützen. Er war auch zuständig, die Huldigung für den Fürstbischof von Würzburg von den Familienvorständen entgegenzunehmen. Daneben wurden im Amtshaus Naturalsteuern abgeliefert. So zog man auch das sogenannte Ungeld, eine Weinverbrauchssteuer, von den zum Amt gehörenden Orten an der Mainschleife ein. Der Amtmann von Prosselsheim war für den Betrieb der Badstube im Ort verantwortlich und unterhielt die Schäferei in Prosselsheim.
Im Jahr 1669 war das Amt Prosselsheim eines von 22 der insgesamt 169 Ämter im Hochstift, die mit einem Amtmann, einem Amtskeller, einem Zentgrafen und einem Gegenschreiber besetzt waren. 1698 bis 1701 legte man erstmals die Ämter Rimpar und Prosselsheim zusammen, wobei der Amtmann fortan im Rimparer Schloss residierte. Ab 1722 residierte in Prosselsheim endgültig nur noch der Amtskeller, das 1756 erbaute Schloss wurde folgerichtig auch Amtskellerei genannt.
Im Jahr 1802 wurde das Hochstift Würzburg im Zuge der Neuordnung Europas durch Napoleon aufgelöst. Das Oberamt Rimpar-Prosselsheim bestand noch zwei Jahre im nun zu Kurpfalz-Bayern gehörenden Rimpar weiter und verschwand dann ebenfalls. Die Orte des ehemaligen Amtes wurden den Landgerichten Dettelbach, Volkach und Würzburg rechts des Mains zugeschlagen.

## Umfang
Der Umfang des Amtes Prosselsheim veränderte sich im Laufe der Zeit stark. Im Mittelalter verlor das Amt wohl einen Teil der Orte, weil andere Verwaltungsbezirke in der Umgebung entstanden. So wurden 1380 noch „Effeltrech“ und „Rodhöfen“ zum Amt Prosselsheim gezählt. Beide Orte tauchen 1468 in der ersten, umfassenden Amtsbeschreibung nicht mehr auf. Unter Fürstbischof Rudolf II. von Scherenberg umfasste das Amt die Orte Prosselsheim, Seligenstadt, Neusetz, Köhler, Escherndorf und Oberpleichfeld. Schnepfenbach mit seiner wichtigen Mühle gehörte nur teilweise zum Amt (diesseits des Bachs).
Allerdings gehörten auch einzelne Untertanen in anderen Orten zum Amt. So wurde das Ungeld auch von einigen Fahrer Personen eingezogen. Ab 1603 gehörte auch Püssensheim, ab 1684 auch Kürnach zum Amt Prosselsheim. Zwischenzeitlich umfasste das Amt auch die Orte Untereisenheim und Unterpleichfeld. Durch die Zusammenlegung mit Rimpar wuchs das Amt stark an, wobei schließlich 1801 elf Dörfer dazugehörten. Es waren dies (ohne Prosselsheim selbst):
| - Bergtheim - Burggrumbach - Dipbach - Kürnach - Maidbronn |  | - Neusetz - Oberpleichfeld - Püssensheim - Rimpar - Unterpleichfeld |  |

## Cent Prosselsheim
Die Cent Prosselsheim umfasste: Proselsheim, Escherndorf, Köhler, Neusetz, Schnepfenbach diesseits des Bachs, Kaltenhausen, der Hof Sulzhardt, Seligenstadt, Dipbach, Püssensheim, Fahr, Euerfeld.
Das Centgericht wurde in Proselsheim vor dem unteren Tor am Zentberg an der Volkacher Straße gehalten. Dies lag etwa 1000 Meter östlich der Ortsmitte.

## Cent Rimpar
Die Cent Rimpar umfasste: Rimpar, Lengfeld, Rothhof, Kürnach, Unterpleichfeld, Maidbronn, Rupprechtshausen, Mühlhausen, Versbach, Burggrumbach, Estenfeld
Das Centgericht wurde zunächst in Estenfeld gehalten. Es fand dort zunächst auf dem „Centhügel“ und danach auf dem „Gericht bei den Rhödern“ statt. An das zweite erinnern die Feldlagen „das lange Roth“ und „das kurze Roth“ nordwestlich der Kreuzung Schweinfurter und Maidbronner Straße. Ab 1380 fand das Verfahren am Burggraben der Feste Estenfeld statt also in der heutigen oberen Ritterstraße. Teilweise erfolgten Verhandlungen auch an der Hinrichtungsstätte, dem Galgengrund. Die Flurstücke „bei der Schranne“, „Galgenacker“, „Im Galgengrund“ und „Galgengrund“ liegen etwa 1400 Meter nördlich der Ortsmitte. 1596 wurde das Gericht nach Rimpar verlegt. Das Gericht wurde nun im Wirts- oder im Rathaus gehalten. Die Hinrichtungsstätte lag etwa 1500 Meter nordwestlich des Ortes.

## Amtmänner (Auswahl)
Die Amtmänner rekrutierten sich zumeist aus dem Niederadel, ab der Frühen Neuzeit hatten auch zeitweise gelehrte Bürger den Posten als Amtmann inne. Im Mittelalter konnten entweder Dienstlehen vergeben werden oder man verpfändete das gesamte Amt mit allen Zugehörungen an den Amtmann, der dadurch mehr Verantwortung für den in seinen Besitz übereigneten Amt hatte. Die Amtmänner sind namentlich seit dem 14. Jahrhundert überliefert:
- Albrecht der Ältere und Albrecht der Junge von Vestenberg (genannt 1388)
- Anselm von Rosenberg (1427–1454)
- Hans Jörg von Fischborn (genannt 1582)
- Georg Rind (genannt 1615)
- Philipp Albert Lochinger (1619–1633)
- Christoph Faltermayer (genannt 1636)
- Johann Rudolff (1651–1672)
- N. Kottwitz von Aulenbach (genannt 1674)
- Johann Caspar Kühn (1678–1680)
- Johann Gottfried Haimb (1680–1715)
- Johann Wolfgang Wilhelm Freiherr von Hausen und Gleichensdorff (1722–1729)
- Philipp Wilhelm von Croneck (1729–1742)
- Philipp Freiherr von Münster (1746–1766)
- Constantin Freiherr von Welden (1767–1772)
- Friedrich Freiherr von und zu Frankenstein (1773–1803)[7]